# Campeonato Paraense de Futebol de 1998
O Campeonato Paraense de Futebol de 1998 foi a 86º edição da divisão principal do campeonato estadual do Pará. O campeão foi o Paysandu que conquistou seu 37º título na história da competição. O Remo foi o vice-campeão. O artilheiro do campeonato foi Vágner, jogador do Paysandu, com 11 gols marcados.

## Participantes
| Equipe          | Cidade     | Em 1997              | Estádio            | Capacidade | Títulos (mais recente) | Part. |
| --------------- | ---------- | -------------------- | ------------------ | ---------- | ---------------------- | ----- |
| Bragantino      | Bragança   | 4º                   | Diogão             | 5.000      | 0 (não possui)         | 6     |
| Castanhal       | Castanhal  | 4º (Segunda Divisão) | Modelão            | 7.500      | 0 (não possui)         | 4     |
| Paysandu        | Belém      | 2º                   | Curuzu             | 16.200     | 36 (1992)              | 82    |
| Remo            | Belém      | 1º                   | Baenão             | 12.000     | 37 (1997)              | 82    |
| Santa Rosa      | Belém      | 5º                   | Curuzú             | 12.500     | 0 (não possui)         | 12    |
| São Francisco   | Santarém   | 1º (Segunda Divisão) | Colosso do Tapajós | 20.000     | 0 (não possui)         | 1ª    |
| São Raimundo-PA | Santarém   | 2º (Segunda Divisão) | Colosso do Tapajós | 16.000     | 0 (não possui)         | 1ª    |
| Sport Belém     | Belém      | 6º                   | Curuzu             | 16.200     | 0 (não possui)         | 31    |
| Tuna Luso       | Belém      | 3º                   | Souza              | 5.000      | 10 (1988)              | 64    |
| Vênus           | Abaetetuba | 3º (Segunda Divisão) | Humberto Parente   | 3.100      | 0 (não possui)         | 1ª    |

### Equipes desistentes
| Equipe     | Cidade     | Em 1997 | Estádio | Capacidade | Títulos (mais recente) | Part. |
| ---------- | ---------- | ------- | ------- | ---------- | ---------------------- | ----- |
| Ananindeua | Ananindeua | 7º      | Souza   | 5.000      | 0 (não possui)         | 1     |

## 1º turno

### 2ª fase
Primeiro jogo
| 25 de março | São Raimundo-PA | 1 – 1 | Paysandu |  |
|             |                 |       |          |  |

| 26 de março | Vênus | 0 – 0 | Remo |  |
|             |       |       |      |  |

| 26 de março | São Francisco-PA | 1 – 1 | Tuna Luso |  |
|             |                  |       |           |  |

Segundo jogo
| 29 de março | Paysandu | 0 – 0 | São Raimundo-PA |  |
|             |          |       |                 |  |

| 29 de março | Remo | 0 – 0 | Vênus |  |
|             |      |       |       |  |

| 29 de março | São Francisco-PA | 1 – 1 | Tuna Luso |  |
|             |                  |       |           |  |

## 2º turno

### 2ª fase
Grupo C
Grupo D
Grupo E

## Premiação
| Campeonato Paraense de 1998   |
| Belém                         |
| ----------------------------- |
| Paysandu Campeão (37º título) |